# Kristijan Bistrović
Kristijan Bistrović (* 9. April 1998 in Koprivnica) ist ein kroatischer Fußballspieler, der seit Januar 2018 beim russischen Erstligisten PFK ZSKA Moskau unter Vertrag steht und aktuell an Fortuna Sittard verliehen ist.

## Karriere

### Verein
Bistrović begann seine Karriere bei seinem Heimatverein, dem Erstligisten NK Slaven Belupo. Am 30. Mai 2015 gab er für diesen bei der 2:3-Auswärtsniederlage gegen den NK Osijek sein Debüt. Nach diesem wurde er bis Sommer 2017 nur zwei weitere Male in der ersten Mannschaft eingesetzt und sammelte noch im Jugendbereich Einsatzzeiten. Zur Saison 2017/18 stieß er letztendlich in die Herrenmannschaft vor und zog das Interesse ausländischer Vereine auf sich.
Bereits im Januar 2018 folgte der Wechsel Bistrovićs zum russischen Erstligisten PFK ZSKA Moskau, wo er einen Vierjahresvertrag unterzeichnete. Sein Debüt bestritt er am 8. März im Hinspiel des Achtelfinales der UEFA Europa League 2017/18 gegen Olympique Lyon. Sein erstes Tor gelang ihm am 18. August 2018 beim 3:0-Heimsieg gegen Arsenal Tula. In dieser Saison 2018/19 wurde er regelmäßig eingesetzt und kam auf 20 Ligaspiele, in denen er zwei Tore erzielte. In der nächsten Spielzeit 2019/20 konnte er in 28 Ligaeinsätzen ein Tor und fünf Assists verbuchen.
Im Januar 2021 wurde er bis zum Ende der Saison 2020/21 an den türkischen Erstligisten Kasımpaşa Istanbul verliehen. Der Hauptstadtverein sicherte sich auch eine Kaufoption.

### Nationalmannschaft
Nachdem Bistrović schon 2015 ein Spiel für die U-18 Kroatiens absolviert hatte, debütierte er am 25. März 2019 in der U-21-Nationalmannschaft bei einem Freundschaftsspiel in Italien.

## Erfolge
ZSKA Moskau
- Russischer Superpokalsieger: 2018